# پشته آزادگان
پشته آزادگان، روستایی در دهستان حومه بخش مرکزی شهرستان میناب در استان هرمزگان ایران است.

## جمعیت
بر پایه سرشماری عمومی نفوس و مسکن در سال ۱۳۹۵، جمعیت این روستا برابر با ۱٬۶۰۵ نفر (۴۴۵ خانوار) بوده‌است.
روستای پشته ازادگان در ابتدای ورودی به شهر میناب در دوطرف جاده بندرعباس میناب قرار دارد که به دو محله تبدیل شده محله ازادگان زیر اکثر  ساکنین بومی میناب هستن ودر محله بالا سمت کوه اکثرا از یک ریشه وتبار می باشند که مردم با نام محله بلوچ کاره ها میشناسند این طایفه در دوران زندیه از نواحی لرستان طوایف لک به کرمان و کهنوج کوچانده میشن وچون شغل اصلی این طوایف گله داری وعشایری بوده مسیرکوچ به حوالی میناب ورودان   در زمستانها ودر تابستان به نواحی کهنوج  کوهی به نام زندان در رفت وامد بودن گروهی از این طایفه در منوجان کرمان دشت گیسکان و حومه شهر میناب محله 95 دستگاه اسکان گرفتن  مردمان پشته ازادگان به دامداری و کشاورزی مشغول هستن این طایفه  در دوران پهلوی وتقسیم ارازی صاحب زمین شدن و به خاطر زراعت وکشاورزی از کوچ  روی دست کشیدن ودر کنار جاده اسکان گرفتن امروزه بالغ بر 500 خانوار می باشند ویکی از امن ترین محله های میناب به شمار می اید
</ref></ref></ref> لک لکستان